# Viktoriya Zyabkina
Viktoriya Viktorovna Zyabkina (en cirílico: Виктория Викторовна Зябкина;  4 de septiembre de 1992) es una velocista kazaja, que compite mayoritariamente compite en las distancias de 100 m y 200 m. Representó a su país en los Juegos Olímpicos de 2012 y de 2016, pero no consiguió llegar a las finales. Ganó una medalla de plata y una de bronce en la carrera de relevos 4 × 100 m en los Juegos Asiáticos de 2014 y 2018, respectivamente. Entre 2013 y 2017, ganó cinco medallas de oro y una de plata en los Campeonatos Asiáticos, cinco de ellas en actividades individuales.

## Vida personal
Zyabkina comenzó a hacer atletismo en 2002 siguiendo a sus padres. Su padre Viktor Zyabkin era miembro de la selección nacional soviética en el equipo de relevos 4 × 100 m. Su madre Oksana Zelinskaya compitió para la Unión Soviética en salto triple y fue campeona asiática. Zyabkina debutó internacionalmente en 2010. Tiene un Grado en Educación Deportiva por la Al-Farabi Kazakh National University y otro Grado en Traducción Inglés-Ruso por la Turan University.